# Dioda
Dioda – dwuzaciskowe (dwuelektrodowe) urządzenie elektroniczne, które przewodzi prąd elektryczny w sposób niesymetryczny (generalnie – w jednym kierunku).
Historycznie pierwszymi diodami były detektory kryształkowe i diody próżniowe. Obecnie najczęściej spotykanym rodzajem są diody półprzewodnikowe, zbudowane z dwóch warstw odmiennie domieszkowanego półprzewodnika, tworzących razem złącze p-n.
Istotą działania większości diod jest przewodzenie prądu w jednym kierunku (zwanym kierunkiem przewodzenia) i znaczne blokowanie jego przepływu w drugim (tu występuje wada diod; mają tzw. prąd wsteczny, prąd upływu). Właściwość tę wykorzystuje się do prostowania napięcia przemiennego oraz demodulacji sygnałów w odbiornikach radiowych.
Poprzez odpowiedni dobór materiałów oraz parametrów wytwarzania złącza p-n można zmienić charakterystykę diody, dzięki czemu może się ona zachowywać w sposób bardziej skomplikowany niż prosty zawór elektryczny. Przykładem są diody Zenera (używane do stabilizowania napięcia), diody pojemnościowe (używane w obwodach strojenia), diody tunelowe (używane w generatorach mikrofalowych) i LED (emitujące światło).

## Historia

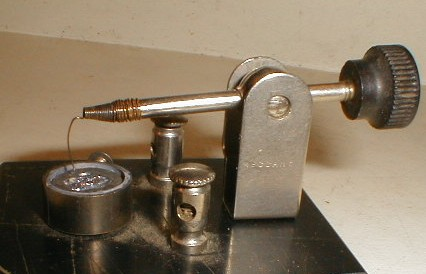
Detektor kryształkowy

- W 1897 Ferdinand Braun odkrył zjawisko prostowania na złączu metal-półprzewodnik, za co między innymi otrzymał w 1909 roku Nagrodę Nobla z fizyki[1].
- W 1904 John Ambrose Fleming skonstruował diodę próżniową[2].
- W 1922 Oleg Władimirowicz Łosiew zbudował radio z półprzewodnikowym wzmacniaczem (krystadyna) zawierającym złącze metal-półprzewodnik[3].
- W 1927 Lars Grondahl i Paul Geiger zbudowali prostownik kuprytowy[4], wkrótce uruchomiono ich seryjną produkcję.
- W 1939 Russell Shoemaker Ohl zbudował złącze p-n[5].
- W trakcie II wojny światowej rozpoczęto masową produkcję germanowych diod ostrzowych do celów radarowych[6].

## Podział diod

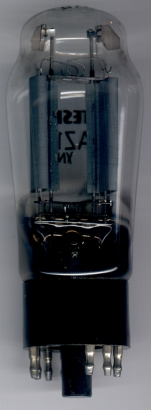
Duodioda próżniowa AZ12

### Lampy elektronowe

#### Próżniowe
| Dioda próżniowa żarzona pośrednio | Dioda próżniowa żarzona bezpośrednio | Duodioda |
| --------------------------------- | ------------------------------------ | -------- |
|                                   |                                      |          |

Lampowe diody próżniowe składają się z dwóch elektrod umieszczonych w szklanej lub rzadziej metalowej bańce o wysokiej próżni. Katoda jest żarzona za pomocą prądu elektrycznego, a pod wpływem wysokiej temperatury zachodzi emisja termoelektronowa. W ten sposób katoda staje się źródłem elektronów, a ich przepływ jest możliwy tylko w jedną stronę: od katody do anody. Były produkowane w dwóch zasadniczych rodzajach: diody detekcyjne (do niewielkich sygnałów) i prostownicze (do układów zasilających).
Próżniowe diody prostownicze (zwłaszcza na wyższe napięcia) były nazywane kenotronami. Lampę złożoną z dwóch diod w jednej bańce nazywa się duodiodą.
Diody próżniowe wyszły z użycia i zostały zastąpione przez diody półprzewodnikowe.

#### Gazowane
Gazotron również składa się z dwóch elektrod (żarzonej katody i anody), ale są one umieszczone w bańce wypełnionej gazem (zwykle gazem szlachetnym, parami rtęci lub ich mieszaniną). Były stosowane w urządzeniach zasilających większej mocy (wyszły z użycia).

### Półprzewodnikowe

#### Podział ze względu na materiał
| Ogólny symbol diody |
| ------------------- |
|                     |

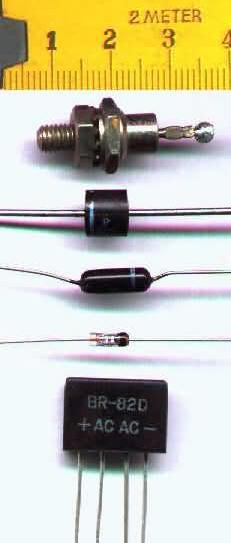
Różne diody półprzewodnikowe; na samym dole mostek prostowniczy (Graetza)

Na różnych etapach rozwoju techniki półprzewodnikowej wprowadzano do użytku różne materiały.
- Wczesne diody półprzewodnikowe, używane jako detektor kryształkowy, były wytwarzane głównie z kryształów galeny, rzadziej z innych minerałów.
- W latach 50. i 60. XX w. dominowały diody germanowe.
- Obecnie większość diod to diody krzemowe
- W diodach na duże napięcia i moce używa się też węgliku krzemu[10].
- Bardzo duża rozmaitość materiałów półprzewodnikowych występuje w diodach (elektroluminescencyjnych, laserowych i fotodiodach) będących przyrządami elektronowo-optycznymi, na przykład arsenek galu, azotek galu, antymonek indu.

#### Podział ze względu na budowę
Ze względu na budowę diody półprzewodnikowe możemy podzielić na:

##### Diody złączowe (dawniej warstwowe)
Są zrealizowane jako złącze p-n składające się z dwóch obszarów półprzewodnika o różnym typie przewodnictwa. To współcześnie najpopularniejszy rodzaj diody półprzewodnikowej.

##### Diody Schottky’ego
| Symbol diody Schottky’ego |
| ------------------------- |
|                           |

Dioda Schottky’ego jest złączem metal-półprzewodnik. Formalnie do tej grupy zaliczyć można także detektory kryształkowe składające się z półprzewodnikowego kryształu i metalowego drucika. Złącze metal-półprzewodnik występuje także w pierwszych produkowanych wielkoseryjnie prostownikach: kuprytowym i selenowym. W prostowniku kuprytowym (produkowanym w latach 30. i 40. XX w. i wypartym przez prostowniki selenowe) było to złącze Cu-Cu2O.

##### Diody ostrzowe
Diody ostrzowe to diody, w których jedną z elektrod stanowi metalowe ostrze będące w kontakcie z półprzewodnikiem. W zależności od technologii wytwarzania mogą mieć strukturę fizyczną złącza p-n albo złącza metal-półprzewodnik. Obecnie mają znaczenie jedynie historyczne.

##### Diody PIN
Diody PIN (ang. p, intrinsic, n) posiadają pomiędzy warstwami złącza p i n warstwę niedomieszkowaną. Charakteryzują się małą pojemnością złącza i są używane w układach wielkiej częstotliwości.

#### Ze względu na funkcję

Charakterystyka prądowo-napięciowa typowej diody uniwersalnej. Na wykresie zaznaczono obszary, w których dioda znajduje się w stanie przebicia (breakdown), jest spolaryzowana w kierunku zaporowym (reverse) oraz przewodzenia (forward). Na rysunku nie została zachowana skala – dla typowej diody napięcie przewodzenia jest małe w stosunku do wartości bezwzględnej napięcia przebicia

##### Diody uniwersalne
Diody uniwersalne charakteryzują się umiarkowanymi maksymalnymi napięciami wstecznymi i dopuszczalnymi prądami, średnimi częstotliwościami pracy i czasami przełączania. Są stosowane w obwodach sygnałowych jako detektory, przełączniki itp.

##### Diody prostownicze
Diody prostownicze służą do prostowania prądu przemiennego w układach zasilających. Charakteryzują się dużymi dopuszczalnymi napięciami wstecznymi i dopuszczalnymi prądami, natomiast zwykle mają niewielką maksymalną częstotliwość pracy.

##### Diody impulsowe
Diody impulsowe (przełączające) charakteryzują się niewielkim czasem przełączania przy zmianie polaryzacji pomiędzy kierunkiem przewodzenia i zaporowym.
Różnorakie diody specjalne spełniają w obwodach zadania inne niż jednokierunkowe przewodzenie prądu. Należą do nich:

##### Diody pojemnościowe
| Symbol diody pojemnościowej |
| --------------------------- |
|                             |

Diody pojemnościowe (warikapy, waraktory) pełniące rolę zmiennej pojemności sterowanej napięciem. Są wykorzystywane między innymi w przestrajanych elektronicznie obwodach rezonansowych.

##### Diody elektroluminescencyjne
| Symbol LED |
| ---------- |
|            |

Do diod emitujących promieniowanie elektromagnetyczne o różnej charakterystyce, w zakresie ultrafioletu, podczerwieni i widzialnym, należą diody elektroluminescencyjne (LED) i diody superluminescencyjne (SLD).

##### Diody laserowe
Jedną z klas laserów półprzewodnikowych są lasery złączowe, zwane diodami laserowymi.

##### Diody mikrofalowe
| Symbol diody tunelowej |
| ---------------------- |
|                        |

Diody mikrofalowe to diody przeznaczone do prostowania, generacji i wzmacniania przebiegów elektrycznych w zakresie częstotliwości mikrofalowych. Należą do nich diody tunelowe (Esakiego), diody Gunna, diody ładunkowe i inne.

##### Diody Zenera
| Symbol diody Zenera |
| ------------------- |
|                     |

Diody Zenera (stabilistory) mają określone napięcie w kierunku zaporowym, przy którym zaczyna gwałtownie wzrastać ich prąd wsteczny. Są wykorzystywane w układach stabilizacji napięcia. Podobne diody lawinowe stosuje się w układach zabezpieczających przed przepięciami, mają one dużą zdolność absorbowania energii.